# Luke Chambers (football, 1985)
Pour les articles homonymes, voir Luke Chambers.
Luke Chambers, né le 28 septembre 1985 à Kettering, est un footballeur anglais qui évoluait au poste de défenseur.

## Biographie

### Nottingham Forest
Lors du mercato d'hiver 2007, Nottingham Forest obtient la signature, pour deux ans et demi, de Luke Chambers en provenance de Northampton Town. Le 3 février 2007, il joue son premier match avec Nottingham. Rapidement, il devient titulaire au club et, en août 2008, alors que le club signe son retour en Championship (deuxième division), Chambers signe un nouveau contrat, se trouvant lié jusqu'en 2011. Le Championship étant un niveau que le joueur découvre et, après quelques matchs ratés, des critiques fusent quant à son niveau réel, mais, lors d'un match contre Birmingham City en novembre 2008, il réalise une performance exceptionnelle et déclare après la rencontre être certain d'avoir le niveau pour jouer en deuxième division.
L'arrivée de Billy Davies à la tête du club en janvier 2009 instille une nouvelle ambition à Nottingham qui se met à gagner davantage. Cette amélioration des résultats coïncide avec le retour en forme de Chambers qui enchaîne les bonnes performances et en attribue le mérite au nouvel entraîneur et à ses méthodes. Finalement, à la fin de la saison, Nottingham, en terminant 19e au classement général, parvient à se maintenir en Championship malgré la faible moyenne d'âge du groupe.
La saison suivante (2009-2010) est d'un tout autre niveau et Nottingham manque de peu la promotion en Premier League, en terminant troisième de son groupe et en échouant en playoffs de fin de saison. Pourtant Chambers perd sa place de titulaire au profit de Kelvin Wilson, même s'il joue 23 matchs de championnat cette saison. Il reconnaît quelques mois plus tard avoir envisagé de quitter le club à ce moment précis. Mais, durant l'été, il prolonge une nouvelle fois son contrat. Le 4 août 2010, il signe un nouveau contrat de deux ans. Il déclare s'entendre parfaitement avec ses coéquipiers et considère Marcus Tudgay comme un des meilleurs joueurs de Championship.
En juin 2011, Steve McClaren devient le nouvel entraîneur de Nottingham Forest et nomme Chambers capitaine de l'équipe.

## Palmarès

### En club
- Northampton Town
  - Vice-champion d'Angleterre de quatrième division en 2006.
- Nottingham Forest
  - Vice-champion d'Angleterre de troisième division en 2008.